# Kościół Wszystkich Świętych i św. Rocha w Gorzycach
Kościół Wszystkich Świętych i świętego Rocha w Gorzycach – rzymskokatolicki kościół parafialny należący do parafii pod tym samym wezwaniem (dekanat żniński archidiecezji gnieźnieńskiej).
Obecny kościół powstał w 1834 roku, natomiast w 1937 roku została dostawiona do niego wieża. Budowla jest murowana, na zewnętrznej ścianie prezbiterium znajduje się Grupa Ukrzyżowania w stylu ludowym. Świątynię konsekrował w 1901 roku biskup Antoni Andrzejewicz. Spośród zabytków kościoła można wyróżnić: obrazy (namalowane około połowy XIX wieku), figurę Chrystusa Ukrzyżowanego (pochodzi z XVIII wieku), granitową kropielnicę z okresu średniowiecza.